# Torres de Alcanadre
Torres de Alcanadre és un municipi aragonès situat a la província d'Osca i enquadrat a la comarca del Somontano de Barbastre.
La temperatura mitjana anual és de 14° i la precipitació anual, 500 mm.
El llogaret de Lacuadrada, situat a 432 metres d'altitud, pertany al municipi. L'any 1991 tenia 28 habitants.